# Landsatz
Landsatz ist ein Ortsteil der Gemeinde Damnatz in der Samtgemeinde Elbtalaue im Landkreis Lüchow-Dannenberg in Niedersachsen.

## Geographie
Das Marschhufendorf liegt zwei Kilometer nördlich von Damnatz an der östlich verlaufenden Elbe.

## Geschichte
Der Name des Ortes leitet sich vom slawischen Begriff lanka (Krümmung, Bucht, Wiese, Aue) ab.
Für das Jahr 1848 wird angegeben, dass Landsatz 21 Wohngebäude hatte, in denen 135 Einwohner lebten. Zu der Zeit war der Ort nach Damnatz eingepfarrt, wo sich auch die Schule befand.
Am 1. Dezember 1910 hatte Landsatz 117 Einwohner und war eine eigenständige Gemeinde im Kreis Dannenberg.